# Centrum Algemeen Welzijnswerk

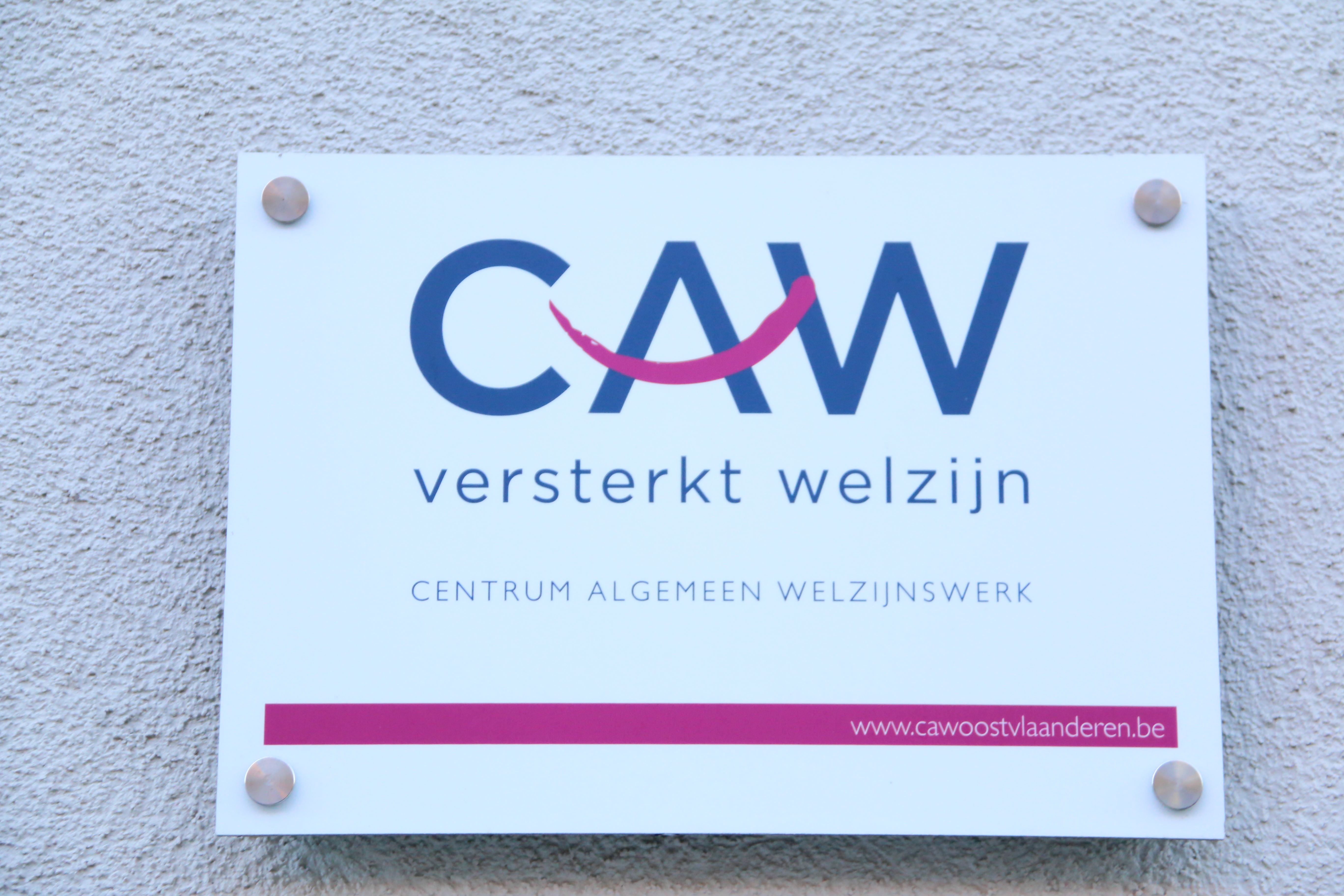
Centrum voor Algemeen Welzijnswerk

Een Centrum Algemeen Welzijnswerk (CAW) is een van de organisaties in Vlaanderen en Brussel voor het algemeen welzijnswerk.
Er zijn drie types binnen het algemeen welzijnswerk

## Centrum Algemeen Welzijnswerk
Een Centrum Algemeen Welzijnswerk is er voor mensen met vragen rond welzijn zoals mentaal welzijn, problemen thuis of op het werk, relatieproblemen, vragen rond dakloosheid of thuisloosheid. Er is ook een aanbod voor slachtoffers en voor mensen die gedetineerd zijn en hun familie.  
CAW is een eerstelijnsorganisatie en werkt met professionele hulpverleners.
- laagdrempelig onthaal en toegankelijke informatie- en adviesverlening;
- opvang van personen in een materiële, sociale of psychosociale noodsituatie (zoals vluchthuizen en vrouwenopvangcentra)
- begeleiding in verband met persoonlijkheidsontplooiing, maatschappelijk functioneren, relatie-bekwaamheid, huwelijks- en gezinsleven, psychische of fysieke beperkingen
- schuldbemiddeling
- bevorderen van de maatschappelijke integratie en participatie van personen en bevolkingsgroepen in een sociale achterstellingssituatie
- doorverwijzen naar meer gespecialiseerde of meer gepaste diensten (in de eerste-, tweede- of derdelijn of verder)
- zelfmoordpreventie
- preventie
- signaleren van maatschappelijke tekorten;

De centra werken autonoom en zijn groter dan de twee hiernavolgende wat betreft tewerkstelling en aantal cliënten. Verschillende doelgroepen worden met aangepaste methoden benaderd. Zo is een CAW in de praktijk een koepelorganisatie, met JAC, specifiek voor jongeren en met verschillende diensten zoals Slachtofferhulp, Opvangcentra voor Daklozen, echtscheidingsbemiddeling.... Er zijn 11 CAW in Vlaanderen en Brussel. Wouter Torfs is voorzitter van CAW.
Website CAW

## Tele-Onthaal
Tele-onthaal richt zich op algemene, persoonlijke, relationele en maatschappelijke problemen via een permanente telefonische bereikbaarheid. Op het telefoonnummer 106 krijgt iedereen (binnen België) gehoor: 24 uur op 24, het hele jaar door. Deskundige vrijwilligers luisteren naar het verhaal van de beller en zoeken mee naar inzichten en uitwegen. Bellen naar tele-onthaal gebeurt volledig anoniem. Men kan ook chatten, zodra een medewerker vrij is; e-mailen voor hulp is niet mogelijk.
Eind 2018 kreeg Tele-Onthaal een nieuw logo dat "de kracht van praten en luisteren" centraal moest stellen. Het oude logo van een rood-grijze kiesschijf was ontworpen door grafisch ontwerper Paul Ibou en dateerde uit 1987.

## Sociale dienst van een ziekenfonds
Dit zijn centra die door hun organisatie of werking tot een landsbond of een ziekenfonds behoren. Het is hun taak hulp- en dienstverlening te bieden aan alle personen met bijzondere aandacht voor ouderdom, ziekte of handicap. Dit wordt ook vaak een ingebouwd centrum voor maatschappelijk werk genoemd, met nadruk op de gezondheidsproblematiek.